# Lycoriella hardyi
Lycoriella hardyi là một ruồi trong họ Sciaridae, thuộc chi Lycoriella.